# スプラトゥーンシリーズ
スプラトゥーンシリーズ（英: Splatoon Series）は、任天堂が開発、発売しているコンピュータゲームシリーズである。略称はスプラ。

## 概要
プレイヤーはヒトの姿に変身できるイカ（もしくはタコ）を操作し、ヒトの姿でインクを様々なブキを使って塗り、塗ったインクの中をイカやタコの姿で泳ぐ。そして4対4に分かれて地面を塗り合い、塗った面積を競う「ナワバリバトル」がゲームの中心となる。
作品タイトルは、英語で［ splat（スプラット；ピシャッという音。液体や柔らかい固体が固体の表面に衝突する際の鋭く無調な音）+ platoon（プラトゥーン；小隊）］という構成になっている造語である。
2015年5月28日に第1作『スプラトゥーン』（以下「初代」）が発売する。その後2017年7月21日に第2作『スプラトゥーン2』（以下「2」）が、2022年9月9日に第3作『スプラトゥーン3』（以下「3」）が発売された。
各作品ごとの公式略称は初代が「1」、それ以外は上記の通り「2」「3」である。

## ゲームシステム
本シリーズは三人称視点のシューティングゲーム（TPS）で、プレイヤーキャラであるインクリングを操作し、ブキを用いてインクを放ち、地面を塗って陣地を広げたり、敵にインクを当てることで倒して戦う。各プレイヤーのインクリングには、チームカラーとなる色が設定される。
ヒトとイカの切り替え
インクリングはヒトの形態とイカの形態を瞬時に切り替えることができ、イカ状態とヒト状態ではできることがそれぞれ異なる。
ヒトの形態
インクリングはヒトの姿の時のみ、インクを内蔵したアイテム「ブキ」を使って、自分の色のインクを出すことができる。移動速度は遅くなるが、持っているブキで周辺を塗ることができる。イカの姿と比べると移動速度は遅く、ジャンプ飛距離も劣る。
イカの形態
イカの姿になると、自身と同じ色のインクに潜ることが可能。自分の色のインクの中に潜って、地面も壁を泳ぐことができる。潜伏中は、ブキのインクも補充できて、相手に見つかりにくくなる。また、ヒトの姿より高速に移動が行え、より遠くへジャンプしたり、垂直な壁でもインクが塗ってあれば移動が可能。インクが塗られていない床や相手のインクには潜ることができず浮き上がってしまう。また、イカの姿の時は金網をすり抜けることができる。

インク
インクリングはブキから自身と同じ色のインクを放ち、様々なところを塗り、または塗りかえして自分の陣地（ナワバリ）を増やす。インクは基本的に重力に沿って落下する仕様となっており、床や壁に着弾するとインクが塗られていく。自分の持つインク残量はヒト状態の時背中のタンクで確認でき、インクが尽きると攻撃ができなくなる。
自分の色以外のインクが直撃したり、それらの色が塗られている場所に触れるとダメージを受ける。また、後者は移動速度が一時的に下がるなど、対処しない限り回避に対する制約を受ける。受けたダメージは一定時間ノーダメージを保つことで自然回復する。
ステージの一部にはツルツルしたシートを貼った床、窓ガラス、ビニールハウスなどインクを塗れない場所も存在する。インクは光沢のある質感となっており、内部の仕組みとしては、インクの塗れる部分全てにテクスチャが貼ってあり、都度色が書き換えられている。

### ブキ
インクを飛ばして床や壁を塗り、自陣を増やしたり相手を攻撃するための装備。「メインウェポン」「サブウェポン」「スペシャルウェポン」の3種類の組み合わせからなり、組み合わせはメインウェポンごとにあらかじめ決まっている。
メインウェポン
主力となるブキ。
サブウェポン
投てきや設置など、補助に使うブキ。
スペシャルウェポン
地面を塗って「塗りポイント」を得ることでスペシャルゲージを溜め、最大まで溜めることで使用できる強力なブキ。

### ギア
アタマ・フク・クツの3種類の服装を「ギア」と呼び、3種類それぞれの店で購入することができる。ファッション性重視で選ぶのも楽しみ方のひとつ。
ブランド
ギアにはブランドが存在し、それによって付きにくいギアパワーと付きやすいギアパワーが存在する。
ギアパワー
ギアにはそれぞれに「ギアパワー」と呼ばれる能力がついており、移動速度を上げる「イカダッシュ速度アップ」「ヒト移動速度アップ」、インクの回復を早める「インク回復力アップ」など様々なものがある。
最初からギアに付属している「基本ギアパワー」と、ギアのレア度に応じて1つから3つある「追加ギアパワー」があり、追加ギアパワーはバトルを重ねることでランダムで追加されていく。なお、基本ギアパワーのほうが効果が高い。なおギアには「ブランド」というものが存在し、ブランドによってつきやすいギアパワーが決まっている。
そして「2」から「追加ギアパワー」の付け替えやクリーニング（取り外し）が可能となり、「3」からは「基本ギアパワー」も付け替えられるようになった。

## ゲームモード

### 対戦モード
4対4に分かれて争うインターネット対戦。世界中のプレイヤーとマッチングされ、フレンドと一緒に参加することもできる。対戦はロビーから行うことができ、そしてナワバリバトルができる「レギュラーマッチ」や4つのガチルールができる「ガチマッチ（バンカラマッチ）」などいくつかのモードがある。
ナワバリバトル（英: Turf War）
ステージ内の床をインクで塗り合い、その面積の広さを競うバトル。試合時間は3分間で、終了時に自分のチームの色で塗られた面積が多いチームが勝利となる。このルールがゲームの中心となり、フェスマッチやスプラトゥーン甲子園などの大会ではナワバリバトルが使用される。
フェスマッチ
期間限定で開催されるイベント。お題は「カミ様」と呼ばれるFAXから出題され、どの陣営に付くかを選択して参加。開催中はフクのギアがフェスTで固定され、終了後には「スーパーサザエ」が配布される。特に各作品における最後のフェスは、次回作の方向性を決める重大なフェスとなっている。
ガチエリア（英: Splat Zones）
ステージ内に配置されている1つまたは2つの「ガチエリア」をインクで塗り占拠した時間を競うバトル。指定されたエリアを塗り、全て占拠するとカウントダウンが開始され、カウントが0になるか、制限時間切れの時に残りカウントが少ない方が勝利となる。占拠していたエリアを相手に一定割合以上塗られるとカウントがストップし、その後占拠されると進めたカウントの半分のペナルティカウントが付き、エリアを取り戻してもそれを消費するまで占拠時間はカウントされなくなる。「2」からエリアの塗り状況を示すアイコンが画面上に表示されるようになった。
ガチヤグラ（英: Tower Control）
ステージ中央にある「ガチヤグラ」を相手陣地に進めた距離を競うバトル。ヤグラに乗り込み相手チームのゴールまで進めるか、制限時間切れの時に相手チームのゴールにより近づけられた方が勝利となる。「2」からレールの途中に「カンモン」が数か所設置され、ヤグラがカンモンに到達するとヤグラが一時停止し数カウントすると再度発進する。
ガチホコバトル（英: Rainmaker）
ステージ中央に置かれている「ガチホコ」を相手陣地に運んだ距離を競うバトル。ガチホコを拾い、相手チームのゴールまで運ぶか、制限時間切れの時に相手チームのゴールにより近づけられた方が勝利となる。
ガチホコを持つプレイヤーは全てのウェポンが使えない代わりに、60カウントの間ガチホコショットを放つことができ、「2」からガチホコショットがフルチャージで着弾時に爆発するようになった。また「3」ではカンモンが追加され、カンモンに一度ガチホコを置いてからでないとゴールできなくなった。
ガチアサリ（英: Clam Blitz）
「2」で新たに追加された、ステージ上に散らばったアサリを拾い、相手チームのゴールに入れた数を競うバトル。先に100ポイント取るか、終了時に相手より多くのアサリを入れれば勝利となる。
ゴールは初めアサリバリアに覆われているが「ガチアサリ」を投げ込むとバリアが壊れ、バリアが再展開されるまでアサリを直接投入できる。ガチアサリは「2」では10個「3」では8個のアサリを集めると作れるが、所持するプレイヤーの位置は相手チームからもわかる。

### サーモンラン
「2」から追加された、2 - 4人で協力して大量の専用CPUと戦うモード。襲いかかってくる「シャケ」を退治するバイトを行い、様々な「オオモノシャケ」が落とす「金イクラ」をイクラコンテナに集めることが目的である。また、普通のシャケ（コジャケ、シャケ、ドスコイ、タマヒロイ）やオオモノシャケが落とす「イクラ」も同様に報酬として換算される。
WAVE制を採用しており、制限時間内にノルマ分の金イクラをイクラコンテナへ集めることで最大WAVE3まで行われる。プレイヤーが倒されると背負っている専用インクタンク兼浮き輪型救命道具「ウキワタンク」で浮いているウキワ状態になる。ウキワ状態では移動と金イクラを拾うことのみ可能で、他の味方からインクを浴びさせてもらうことで復活する。ノルマを達成できなかったり、全滅するとその時点で強制的に終了し、失敗となる。
サーモンランではブキは持ち込めず、サブウェポンはスプラッシュボムで固定されている。スケジュールに表示されているブキは仲間内でWAVEごとに使いまわす形で交換がなされる。またブキの表示欄が緑の「？」になると、ブキがWAVEごとにランダムで選択される。ランダムのブキは他のメンバーと被る可能性があるうえ、中には「クマサン印」というサーモンラン内でしか使用できない強力なブキが出ることがあり、ブキの表示欄が金の「？」になるとこのブキのみのランダムとなる。
「3」では名称が「サーモンラン NEXT WAVE」となり、バイトが常時開催されるようになったほか、数回に一度「オカシラシャケ」が襲撃するEXTRA WAVEが発生するようになった。さらに「ビッグラン」や「バイトチームコンテスト」などのイベントも行われた。

#### シャケ一覧

##### ザコシャケ
フライパンなどを使いプレイヤーに攻撃する。オオモノシャケより攻撃力は低く、倒しても金イクラを落とさない。基本的に群れて行動している。
コジャケ
最も小さいシャケ。武器はスプーン。
シャケ
一般的な大きさのシャケ。武器はフライパン。
ドスコイ
一番大きなザコシャケ。イベント「ドスコイ大量発生」では全てのザコシャケがドスコイになる。武器はフライパン。
タマヒロイ
自身は攻撃能力を持たないが、放置されている金イクラを回収してくる。「3」ではプロペラを装着し、空から回収しようとする。
シャケコプター
「ハコビヤ襲来」で登場。シャケの入った箱を持った空飛ぶシャケ。箱が地面に到達する前に倒すと金イクラを入手できる。箱が地面に到達すると金イクラは手に入らないが、シャケが出る前に破壊すると出現を阻止できる。

##### オオモノシャケ
ザコシャケよりも攻撃の威力が高く、周囲に与える影響も大きい。攻撃手段も多様である。倒すと金イクラを落とす。
バクダン
巨大なボムを投げてくるシャケ。ボムが着弾すると爆発して、一定範囲にインクをまき散らす。胴体は装甲に覆われいかなる攻撃も通さないが、爆弾を膨らませている時に破裂させると倒せる。
ヘビ
ヘビの形をした広域制圧兵器を操作しているシャケ。最後尾のパイロットシャケを倒すと撃破できる。
テッパン
装甲が付いたバイクで突撃してくるシャケ。正面からの攻撃は全て跳ね返すが、攻撃を当て続けると一定時間動かなくなるので、その隙に後ろに回り込んで操縦するシャケを倒すと撃破できる。
モグラ
インクの中を泳ぎ、真下から喰い付いてくるシャケ。飛び出しているときでもダメージを与えることができる。また、飛び出す場所にボムを置いて食べさせることで一撃で倒すこともできる。
タワー
鍋を何重にも重ねた形状をしているシャケ。遠くの敵をハイパープレッサーで攻撃してくる。全ての鍋を打ち落とすと本体が火のついたコンロに落ち倒せる。
コウモリ
蝙蝠傘のような形状の装甲をしているシャケ。アメフラシを発生させるミサイルを発射してくる。装甲はいかなる攻撃を通さないが、ミサイルを発射すると反動でひっくり返るのでその隙に本体を攻撃すると倒せる。また、ミサイルを打ち返すと一撃で倒すこともできる。
カタパッド
両側にミサイル発射口がある装置を操作しているシャケ。マルチミサイルで攻撃してくる。発射装置をボムで破壊でき、両方破壊すれば倒すことができる。
グリル
「グリル発進」で登場。レーザーで補足した敵を執拗に追いかけてくる。背後のヒレを攻撃すると移動が止まり複数のヒレを出して回転するので、そこを攻撃すると倒せる。
ハコビヤ
「ハコビヤ襲来」で登場。シャケコプターの母艦であり、コンテナのような形状をしている。イクラコンテナから直接イクラを強奪しようとしてくるが、ホース部分を攻撃すると撃退できる。
キンシャケ
「ラッシュ」「キンシャケ探し」「霧」で登場。金色に光り輝くシャケ。「キンシャケ探し」では通常のキンシャケよりも体力が多く、攻撃すると小さくなりながら金イクラを落とす。
ハシラ
「3」で追加された、ハシラを突き刺した後、回りながらインクをまき散らすシャケ。ハシラはインクを塗って登ることができ、複数の飛行するコジャケをすべて倒すと金イクラが出現する。ハシラ自体はコジャケを倒してもそのWAVE中は残るが、地面に刺さる前に空中で倒せばハシラは砕け散って消える。
ダイバー
「3」で追加された、インクのリングを地面に発生させ、そこへ飛び込んで攻撃するオオモノシャケ。ダイバーに飛び込まれる前に輪っかの中を塗り返すと、ダイバーは飛び込めなくなって地面に衝突する。
ナベブタ
「3」で追加された、バリアを張った浮遊マシンを操作しているシャケ。飛行しながら真下にバリアを展開して、ザコシャケを真下に出現させる。バリアの中にプレイヤーが入ると急降下で押しつぶしに来るが、真下に入るとシャケを無差別に押しつぶし、一部のオオモノシャケも一撃で倒してしまう。
テッキュウ
「3」で追加された、浜辺に発射台を置いて、海から運んだ弾を打ち上げるシャケ。砲弾は着弾すると周囲に2回ウェーブを発生させる。発射装置自体は金イクラも発射できる。
ドロシャケ
「3」で追加された、大口を開けた背の高いシャケ。口からつぎつぎと別のシャケが出現する。口の中にスプラッシュボムを投げ込むことでダメージを与えられ、3個投げ込むと倒せる。たまに出現する金色のドロシャケからはドスコイが出てくるが、倒すと大量の金イクラを得られる。

##### オカシラシャケ
「3」で新たに発生するEXTRA WAVEにて登場する超大型個体。数多の戦場を生き抜き、長い年月をかけて鍛え抜かれた個体。普段は海底で眠りについているが、頻繁にナワバリを侵犯するイカたちの臭いを覚え、臭いが濃くなると覚醒して姿を現す。どのオカシラシャケが出現するかはスケジュールによって決まる。
ヨコヅナ
巨体による押しつぶし攻撃や、ジャンプしてスーパーチャクチのような攻撃をしてくる巨大シャケ。体力が非常に高く、金イクラを使用したイクラキャノンで大ダメージを与えられるが、通常攻撃やスペシャルによる攻撃でもダメージを与えられる。
タツ
Ver.3.0.0から実装されたオカシラシャケ。巨大な長い身体を持ち、上空を泳ぐようにゆっくりと旋回しながら、一定時間ごとに口からインクの玉を吐き出して攻撃してくる。インクの玉は着弾するとナイスダマのようなインクの渦を発生させるが、吐き出す前に玉を攻撃して破壊できれば、大ダメージを与えられる。ヨコヅナ同様、イクラキャノンや通常攻撃、スペシャルによる攻撃でもダメージを与えられる。
とても厳しい滝での滝登りに成功したシャケが、滝を上る過程で体を鍛えられ、竜のような体に発達してタツと呼ばれるようになる。口から吐き出す爆弾は、身体にためた電気をインクと混ぜ合わせたもの。
ジョー
Ver.6.0.0から実装されたオカシラシャケ。今まで目撃されてきたオカシラシャケよりもはるかに巨大で、その大きな口で何でも食べてしまう。弱点は背中部分のコブ。
オカシラ連合
Ver.8.0.0から実装。上記3種類が同時に出現。この時のみ、EXTRA WAVEでのスペシャルウェポン使用可能回数が2回となる（単体出現の場合1回のみ）。

##### シチュエーション（特殊WAVE）一覧
ラッシュ
ヒカリバエが特定のプレイヤーに群がり、そのプレイヤーがシャケから集中的に襲われるようになる。
ハコビヤ襲来
ハコビヤと呼ばれる母艦が上空に出現し、そこからシャケコプターがシャケの入った箱を運んでくる。シャケコプターはステージに散らばり、各所に箱を置いて離脱していく。
グリル発進
グリルが出現。標的を定めた相手をずっと追いかけてくる。
キンシャケ探し
隠れた金シャケをカンケツセンから探す。
霧
周囲が霧に包まれて視界が悪くなる。出現するオオモノシャケの数が3分の2程度になるものの、キンシャケが出現する。
ドスコイ大量発生
干潮時のみの発生。全てのザコシャケがドスコイになる。ステージの3ヵ所にキャノンが出現する。
ドロシャケ噴出
「3」より発生。カンケツセンからドロシャケが登場する。
巨大タツマキ
「3」より発生。沖のタツマキによって、金イクラが詰まった大きな箱が干潮側に落ちてくる。通常水位と同じ位置のコンテナまで金イクラを運ばなければならないが、金イクラ1個分が2個分としてカウントされる。沖のタツマキで上空に巻き上げられたシャケがときどき空から落ちてくる。

## 世界観
本シリーズの舞台は人類を含む哺乳類が滅亡した後の、1万2000年後の世界である。

### 作品内の歴史

#### 作中以前
1万2000年前、環境汚染や異常気象などによる海面上昇が続く中、とある博士は人類の滅亡を予測。飼い猫のジャッジくんに不死の薬を投与し、その細胞（後のコジャッジくん）と共にコールドスリープさせた。そして一万年後に現れる知的生命体のためにタルタル総帥を作る。
その後地上は汚染され大量絶滅が起きる中、生き残った人類は噴火でできた大空洞「オルタナ」へと避難、地下シェルターとして整備する。そして科学者の一人がイカの体液から液晶を開発、それをオルタナの内壁に張りめぐらせ、かつての地上を再現した。その後、若き科学者たちは汚染された地球を脱出すべくロケットを建造するも、その際に液晶が暴走して内壁が崩落、人類は滅亡を迎えた。
その際に大量の液晶がオルタナの海に流入、液晶に焼き付いた人類の思念が海洋生物に浸透し、感情が芽生え急激な進化を遂げる。そしてオルタナを脱出して地上へと進出し、世界各地に広がった。その中でも高度な知能を持ったイカとタコが出現、ヒトの姿に変身できる能力を得る個体が出現した。約2000年前にはナワバリバトルの基礎が生まれ、このころジャッジくんが目覚める。
当初は種族間での対立はなかったが、海面上昇による陸地の減少により100年前にイカとタコによる大戦「大ナワバリバトル」が勃発する。当初は勤勉なタコ陣営が有利に戦局を進め、さらに戦略タコツボ兵器を投入する。しかしそのコンセントが外れたことで戦局が一転。カラストンビ部隊の活躍もあって最終的にイカ陣営が勝利した。敗れたタコ陣営は地下世界へと追いやられ、地上ではエネルギー源となるオオデンチナマズが誕生した。

#### スプラトゥーン
その後、「ハイカラシティ」を中心にイカの若者の間でナワバリバトルが流行。「シオカラーズ」もデビューし、4thシングル『シオカラ節』が大ヒットする。一方タコの世界では電力不足が発生、それを補うべくタコ軍団はオオデンチナマズを誘拐する。これを受けアタリメ司令は「NEWカラストンビ部隊」を結成する。
そして「タコツボバレー」を訪れたイカの若者を3号に任命、3号は次々とデンチナマズを取り返していく。やがてタコ軍団を率いるDJタコワサ将軍と対峙し、シオカラーズの援護もあり3号が勝利する。これによりオオデンチナマズはハイカラシティへの帰還を果たす。そしてラストフェス「シオカラーズ国民投票!」が開催、ホタルが勝利する。

#### スプラトゥーン2
その後タコ軍団からイイダが脱出、その先でヒメと出会い「テンタクルズ」が結成される。また「ハイカラスクエア」が新たにナワバリバトルの中心地となり、「クマサン商会」が取り仕切るバイト・サーモンランが流行する。そんな中、アオリが行方不明となりオオデンチナマズも失踪、残されたホタルはタコ軍団との戦いを決意する。
そしてホタルは「タコツボキャニオン」を訪れた若者を4号に任命、4号は各地でタコ軍団と戦う。やがてDJタコワサ将軍と激突、洗脳されていたアオリを取り戻し、4号はその勢いで撃破する。これによりオオデンチナマズはハイカラスクエアへの帰還を果たす。

#### オクト・エキスパンション
一方アタリメ司令と3号はタコツボバレーでオクタリアンと遭遇、戦いの中でアタリメとオクタリアンは地下へと落下する。そこは「ネル社」の運営する「深海メトロ」で、アタリメは落下の衝撃で記憶喪失となったオクタリアンを8号と名付ける。そして8号はネル社の実験施設を次々と突破し、洗脳された3号を撃破する。ついに黒幕のタルタル総帥と対峙し、テンタクルズの協力もあって勝利、8号は地上へと到達する。
この頃から地上へ訪れるタコが増加し、ナワバリバトルに加わるようになる。そしてファイナルフェス「SPLATOCALYPSE」が開催、"混沌"が勝利する。

#### スプラトゥーン3
ファイナルフェスの後「バンカラ街」の再開発が急速に進み、新たなナワバリバトルの中心地となる。
アタリメ司令は3号を指令に任命し引退する。そんな中、デンチナマズが失踪する。引退後もパトロールを続けていたアタリメが、そのことに気づき、クレーターでジャンク品を探していた若者を空いていた3号に任命し、タコ軍団からデンチナマズを取り返そうと動き出す。しかし、DJタコワサ将軍は知らないどころか、タコたちが行方不明であると明かす。行き詰ってしまった両陣営が意見を交わす中、地面が崩落しアタリメが行方不明になってしまう。
たどり着いた場所は「オルタナ」と呼ばれる、人類が残したシェルターであった。そこで「NEWカラストンビ部隊」の1号、2号そして、指令と出会う。NEWカラストンビ部隊の協力を得ながらアタリメの捜索に動くが、自らを義賊と名乗るすりみ連合と衝突することになる。何とか誤解であることを分かってもらい、ロケットへと乗り込む。そこで黒幕のクマサン改め熊三号と対峙し、すりみ連合とDJタコワサ将軍の協力もあって勝利、デンチナマズを取り戻した。

#### サイド・オーダー
ハイカラ地方の各地と鉄道でつながりイカたちが行き来する中、ハイカラスクエアでぼーっとしてるイカタコが増えているとニュースになる。そんな中、プレイヤーであるイカ（タコ）は事件に巻き込まれていく。
目を覚ました8号は、「ネリバース」にてドローンになったヒメと会い状況を確認する。しかしイイダが見当たらないため「秩序の塔」に向かう。塔の最上階で意識を乗っ取られたイイダを救出するも、「オーダ」と名乗る人物に塔を乗っ取られてしまう。その際、塔の難易度を大幅に上げられてしまうが、イイダの活躍によりオーダ改め「オーダコ」と対峙する。ノンカラ処理を実行されるも復帰し、オーダコを撃破する。力を失ったオーダコは「コダコ」になる。力を失ったため、ネリバースに捕らわれていたイカたちの意識が解放され一連の事件は解決となる。

## 登場人物

### プレイヤー
インクリング（英: Inkling）
プレイヤーキャラクター。ヒトの姿に変身できるイカで、通称も「イカ」。イカの姿になって自身と同じ色のインクの中に潜る能力を持ち、インクの塗られた地面や壁を自由自在に高速で泳ぐことができる。ヒトの姿だと移動速度が遅くなるが、ブキを使用してインクを塗ることができる。水の中に入ると溺れる。
1万2000年前、陸地を目指すようになった海洋生物達が、段階的な進化によって肺呼吸や高度な知能と運動機能を獲得し、空気中での活動に適応して上陸したのが始まり。その後も進化を遂げ、ヒトの姿に変化するなどの擬態能力を獲得したイカがインクリングとなった。本能である高い自己顕示欲とナワバリ意識を発散するため、イカの若者は夢中でナワバリバトルを行っている。
オクトリング（英: Octoling）
プレイヤーキャラクター。ヒトの姿に変身できるタコで、通称も「タコ」。特徴はイカと同じだが、インクの中に潜る際はタコの姿になる。「2」の追加コンテンツ「オクト・エキスパンション」配信後からプレイヤーとして追加された。

### 歴代MC
シオカラーズ（英: Squid Sisters）
「ハイカラニュース」初代MC。気楽担当のアオリと脱力担当のホタルの従姉妹同士の2人からなるアイドルユニット。ゲーム開始時にはハイカラニュースでその時の対戦ステージやイベント、アップデート情報などを告知する。締めセリフは「イカ、よろしくー!」。アタリメ司令の孫。もともとはシオカラ地方出身のちびっ子民謡歌手で、歌唱力が認められてデビューした。4thシングル「シオカラ節」は、民謡を現代風にアレンジしたものである。名前はイカ料理の塩辛と英語表記で色の海を意味するSea O' Colorsのダブルミーニング。
初代のラストフェス以降にアオリが失踪し本作のヒーローモードにつながるまでの顛末を記した小説「シオカラ小説」が公開されている。
ホタル（英: Marie）
声 - 菊間まり
「New!カラストンビ部隊」2号。「2」では和服姿となっており、留守中のアタリメ司令に代わりオクタリアンの動向を監視していた。度々行方をくらます祖父のアタリメを内心で心配している。
アオリ（英: Callie）
声 - keity.pop
「New!カラストンビ部隊」1号。「2」では当初行方不明となっていたが、ヒーローモードの終盤にて、黒幕のDJタコワサ将軍の手によって主人公と戦うことになる。

テンタクルズ（英: Off The Hook）
「ハイカラニュース」2代目MC。ヒメとイイダによるユニット。締めセリフは「ぬりたく～る･･･テンタクル!!」。名前の「テンタクル（tentacle）」は触手を意味する。また、英語名の「Off The Hook」は様々な意味を持つ慣用句だが、スラングでは「cool」や「awesome」などと同様に「最高」「すごい」「いけてる」の意味で用いられる。
「オクト・エキスパンション」では、プレイヤーキャラクターの8号のサポートキャラクターとして登場する。
「オクト・エキスパンション」におけるヒメとイイダのファッションについて、ファンなどの間では、ともにアメリカの伝説的なラッパーであるノトーリアス・B.I.G.と2パックに似ておりオマージュではないかと話題になった。インタビューでこのことを尋ねられたプロデューサーの野上恒は明言を避けつつも、開発チームの中にヒップホップの音楽や文化が好きなメンバーがおり多様なルックスとサウンドを「オクト・エキスパンション」に取り入れたいと考えていたと語っている。
「3」では海外ツアー中であり、動画サイトでスカウトした無名だが活きのいい若者達からなるバンドを二人自らプロデュースし、自らも参加して「ビジー・バケーション feat. テンタクルズ（英: Damp Socks feat. Off the Hook's）」の名義で活動している。
ヒメ（英: Pearl）
声 - いとうりな
テンタクルズのMC担当のインクリングの女性。ハイカラニュースの際には画面左の椅子に腰かけている。サウンドトラック第2弾「オクトチューン」に収録のブックレットによるとフルネームは「ホウズキ・ヒメ」。
毒舌で不敵な態度をとり、イイダから度々なだめられる。一方で面倒見の良い一面もあり、ハイカラ地方に来た当初インクリングの言葉がまだ片言だったイイダに言葉を教えていて、作中でもアタリメにチャット入力の指南をしていたりしている。富豪の家で育ったお嬢様でもあり、「オクトチューン」のブックレットでは邸宅が公開されている。
以前はソロで活動していものの、自身がリリースした放送禁止用語入りの曲の売り上げは1000本にも満たなかった。そんな中ナンタイ山でイイダと出会い、彼女からユニットを組みたいと持ち掛けられる。そしてテンタクルズとしてリリースした曲がヒットし一躍人気者となった。
イイダ（英: Marina）
声 - Alice
テンタクルズのDJ担当のオクタリアンの女性。ハイカラニュースの際には画面右のDJブースでディスクを操作している。フルネームは「イイダ＝マリネ」。
丁寧な口調で話すおっとりとした性格で、ヒメのことは「センパイ」と呼び慕っている。フェスの際には自身の技術を用いて制作したステージ「ミステリーゾーン」の提供も行っていた。「オクト・エキスパンション」ではネル社へのハッキングも行っている。
彼女はかつて戦略タコツボ兵器の開発などを行っていたが、シオカラーズの曲「シオカラ節」を聴いて衝撃を受け、タコ軍団を去る。その後ナンタイ山で偶然ヒメを発見、自作の曲（フルスロットル・テンタクルのデモ版）を持参してユニット結成を持ちかけ、その後に至っている。

すりみ連合（英: Deep Cut）
ニュース番組「バンカラジオ」のパーソナリティを務めるトリオユニット。オクトリングのフウカ、インクリングのウツホ、マンタのマンタローからなり、フェスではこの3人がフェスを盛り上げる。
ケンカっ早い悪童3人組だが、バンカラ街では負け知らずで有名。地元の「バンカラ街」では人気が高い。締めセリフは「ほな カイサン!!!」。
3人ともバンカラ街の神事に関わる名家の出身で、いずれも先祖代々伝わる秘術を体得している。幼い頃は三家の会合時に挨拶を交わす程度の仲だったが、中学生時代、歌うのが好きだったフウカとウツホが学校の屋上でよく一緒に歌うようになり、ピアノ上手だというマンタローを伴奏役に誘ったのをキッカケに意気投合。その数年後にスカウトされ、瞬く間にデビューした経緯をもつ。
その活動の裏では、借金まみれのバンカラ街の財政を救うべく密かにオタカラハンターとして活動しており、バンカラ地方の外れ「クレーター」でオタカラ探しをしている。そして「オルタナ」でもオタカラを探すが、そこに主人公の3号とNew!カラストンビ部隊が現れ、3号達もオタカラを狙っていると勘違いし対決する。ところが狙っていたオタカラをNew!カラストンビ部隊から譲られ和解し、終盤では3号達のピンチを助けるべく協力した。
モチーフはイカとタコの捕食者であるサメ、ウツボ、エイ。名称は練り物のすりみに、本作のコンセプトである「3」を意識した「Three（スリー）＋三（み）」から来ている。
フウカ（英: Shiver）
声 - 里アンナ
サメ使いの後継者のオクトリング。ボーカル担当の一人で、扇子を片手にしなやかな歌を披露する。本名は「頬白 楓火（ホホジロ フウカ）」。一人称は「ウチ」。趣味はおカネを数えること。別名「サメ使いのフウカ」。ヒーローモードでは「先生」と呼ぶ巨大なサメを駆使して3号と対決する。
バンカラ地方で代々「鮫使いの術」という秘伝の術を受け継いできた「頬白一族」の一人。鮫使いの術は特別な血統を持った者が幼少期から過酷な訓練の繰り返しの末に体得できるとされ、その中でも巨大な鮫を自由に従える稀有な能力を持つ。儀式によって特別な個体のサメと縁を結んでおり、「先生」と呼び慕っている。
歌うことが好きで、中学生時代は学校の屋上でウツホとともに一緒によく歌っていた。当時はウツホと同じクラスであり、危なっかしい行動で浮いていたウツホにしょっちゅう構っていた。
ウツホ（英: Frye）
声 - 横沢ローラ
ウツボ使いの一族のインクリング。ボーカル担当の一人で、歌いながらリズムに合わせた躍動的なダンスで魅せる。本名は「翁長 空帆（オナガ ウツホ）」。一人称は「ワシ」。これは祖父が、幼い頃から世界中を旅して回っている両親に代わってウツホを育てたため。ケンカっ早く情に深い性格だが、これも祖父から受け継いだものとなっている。別名「踊るギャングスタ― ウツホ」。ヒーローモードでは、空飛ぶ無数のウツボを操り3号と対決する。
バンカラ地方で代々続くウツボ使いの一族「翁長一門（おながいちもん）」の本流「翁長派」の次期後継者でもある。幼い頃は踊りの稽古をしょっちゅう抜け出し、その頃からフウカに覚えられている。フウカと同じく歌うのが好きで、中学生時代はフウカとともに学校の屋上でよく一緒に歌っていた。歳が二つ下の弟と幼い双子の妹がいる。妹二人を溺愛し、弟もかわいがっているが、弟は最近反抗期になっている。
マンタロー（英: Big Man）
古式舞踊の当主のマンタ。楽曲制作を担当し、EDMを基調としたトラックの制作を得意とする。一人称は「ボク」、ただしセリフは常に「エイ」等としか言わず、セリフ中の括弧内に翻訳が表示される形で会話を行う。別名「ふしぎせいぶつ マンタロー」。一族のみに伝わる特殊なプランクトンを使った食事により、毒性を持った体液を作り出せる。ヒーローモードで3号と対決する。
バンカラ地方最古と言われる舞踏流派「曼蛇流」の当主で、類稀なる舞踏と音楽の才能により若くして当主を継いだ。本名は「曼蛇 太郎喜左衛門宗清（マンダ タロウキザエモンムネキヨ）」。中学生時代はピアノの演奏を得意としており、フウカとウツホに歌の伴奏役として誘われたのをキッカケに意気投合した。なお、誘われた当初はカツアゲと勘違いしたという。手先の器用さから、あらゆるブキを使いこなせる。ブキ自体も好きなようで、好きなものの話になると口数が増えるが、ブキチには敵わないらしい。
後にバンカラ街とハイカラシティの仲を取り持つべく「RANOMAT（英: Ian BGM）」の名義でシオカラーズに楽曲提供したが、それを知ったフウカとウツホに鬼の形相で追い回された。

### New!カラストンビ部隊
人知れず悪いタコ軍団からイカ世界を守っている少数精鋭(？)のヒミツ部隊。「NEW!カラストンビ部隊」とも。大ナワバリバトル時代の英雄のアタリメ司令が、タコ軍団が再び悪さをしようとしていることに気づき、タコ軍団に立ち向かうべく結成した。プレイヤーの若者も彼らにスカウトされ、New!カラストンビ部隊の一員として戦うことになる。
アタリメ司令（英：Cap'n Cuttlefish）
New!カラストンビ部隊の司令。100年前の大ナワバリバトルで活躍した英雄であり、シオカラーズの2人の祖父。本名は「アタリメヨシオ（辺目義男）」。「3」では司令を3号に譲って引退し、アタリメ（英: Craig Cuttlefish）の名義となった。クマサンに誘拐された末、体内のエキスを奪われ干物同然の姿になってしまった。
1号（英: Agent 1）
声 - keity.pop
New!カラストンビ部隊の隊員で、その正体はシオカラーズのアオリ。
2号（英: Agent 2）
声 - 菊間まり
New!カラストンビ部隊の隊員で、その正体はシオカラーズのホタル。
3号（英: Agent 3）
「初代」ヒーローモードの主人公。New!カラストンビ部隊の3番目の隊員としてアタリメ司令にスカウトされ、半ば強引に加入させられたイカの若者。タコ軍団に奪われたオオデンチナマズを奪還すべく、激しいバトルの末、タコ軍団のボスであるDJタコワサ将軍に勝利。ハイカラシティを大停電の危機から救った。
その後「2」でアタリメ司令と共にパトロールに出ていたが、地下世界で8号と遭遇、戦っている内にアタリメ司令とはぐれてしまう。8号とアタリメを救出する形で合流を果たすが、タルタル総帥に意識を奪われて8号に襲い掛かる。最終的に8号が3号に打ち勝ち、3号の意識は奪還された。
その後も流れでアタリメ司令と行動を共にし、流れでNew!カラストンビ部隊の司令の座を引き継いだことで、「3」では司令（英: Captain）の名義となった。
4号（英: Agent 4）
「2」ヒーローモードの主人公。ハイカラスクエアの若者で、ホタルにNew!カラストンビ部隊にスカウトされた。
新3号（英: Agent 3）
「3」ヒーローモードの主人公。バンカラ街の若者で、ナワバリバトルに興じつつ、相棒のコジャケと共にバンカラ地方の外れのクレーターでジャンク品を探し、日銭を稼ぎながら暮らしている。ある日、アタリメにスカウトされてNew!カラストンビ部隊の新隊員「3号」に任命された。コジャケとともにヒーローモードを攻略していくことになる。実際の名義は3号だが、過去作に登場した3号とは別人。上記の通り過去作の3号は「3」で司令の名義となったが、外部メディアでは混同を避けるために今作の3号を「新3号」と表記する場合がある。
コジャケ（英: Smallfry）
新3号の相棒の小さなシャケ。新3号とともにバンカラ街で暮らしている。普段はバンカラ街にいるが、ヒーローモードでは新3号のオトモとして付いてくる。敵に噛みついて攻撃したり、道中にある仕掛けを作動させたりと、さまざまな活躍を見せる。もともとビッグランの際に群れからはぐれた“迷いコジャケ”で、後の新3号となる若者とたまたま出会った。オタカラを発掘して生計を立てている若者と、お腹を空かせて何でも探して食べるコジャケの利害が一致したことで共に行動している。

### その他の主要人物
DJタコワサ将軍（英：DJ Octavio）
オクタリアンを率いる将軍であり、オオデンチナマズを強奪した張本人。
ブキチ（英：Sheldon）
ブキ屋「カンブリアームズ」の店主のカブトガニで、全作品で登場。夜遅くまでブキいじりをしていたため極度の近眼になってしまった。ブキの説明の際には饒舌になる。「2」では4号にブキを提供する。
ジャッジくん（英：Judd）
ナワバリバトルの審判を務める猫。12000年前に飼い主の博士によりコールドスリープさせられた。
クマサン（英：Mr. Grizz）
「クマサン商会」運営者。インクリング達に金イクラを集めるアルバイトを斡旋している。その正体は人類が作った宇宙船に載せられていた哺乳類「実験体 熊三号」。
8号（英：Agent 8）
「オクト・エキスパンション」「サイド・オーダー」の主人公のオクトリング。元々はオクタリアンとして3号と戦っていたが、記憶を失った状態で深海メトロに迷い込んでいた。テンタクルズのサポートもあって深海メトロを脱出し、一連の黒幕たるタルタル総帥を撃破する。その後はテンタクルズのワールドツアーに同行する傍ら、イイダの開発した仮想世界「ネリバース」の被験者となるも、オーダの介入により記憶を失った状態で仮想世界に転送され、ドローンの姿になったヒメと共に秩序の塔の最上階に登り詰め、一連の黒幕たるオーダを撃破する。

### アーティスト
本作のバトル用BGMとなる楽曲を制作するアーティスト達。ここでは本作のバトルに楽曲を使用されているアーティストを主に挙げる。また、特筆のない場合、和名と英名は同一である。

#### スプラトゥーン
Squid Squad
カリスマ的人気を誇るバンドであり、「初代」のメインテーマ「Splattack!」を担当。“イカミュージック界のオリジン”と呼ばれ、ロックをベースに幅広いジャンルの楽曲を手掛ける。「2」ではメンバーのIKKANが脱退したことで活動を休止していたが、「3」で新たに新メンバーを加えて覆面バンド「Front Roe」として活動を再開した。
ABXY
シオカラーズ以外では唯一全作に登場している4人組のチップチューンバンド。ライブではレトロゲームマシンを駆使して、楽曲と連動してみずからが発光するパフォーマンスが人気である。「3」ではメンバーのパル子がザッカ屋の店番として登場し、バンドとしては2023冬 Chill Seasonで再登場した。
Hightide Era
ピアノ中心の3人組バンド。おもにインディーズで活動しているが、根強いファンが多い。
Cala Marley
バトルのマッチングを担当する3人組のレゲエバンド。ギターやケテドラムを用いる。「2」ではNintendo Switchのボタンを押すことでDJごっこができる。

#### スプラトゥーン2
Wet Floor
SNSで集まった5人の男女による新進気鋭のロックバンド。「2」のメインテーマ「Inkoming!」を担当する。テクニカルなリズム隊とツインボーカル＆ツインギターを擁し、ジャズ・ファンク・EDMといった楽曲を手掛ける。
From Bottom
イカ達の間で今キテいるバンド。 華やかなショーベタのバイオリンを中心としたフォークロアとパンクロックが融合した泥臭くも力強い音楽が人気となっている。流線形のフィドルの音色が特徴である。
カレントリップ（英: Ink Theory）
音大出身の6人組からなるガールズバンド。ジャズやサンバを取り入れたアグレッシブな音楽を手掛ける。
SashiMori
ギター・ベース・ドラム・DJで構成されるバンド。横暴なボーカルを追放した後、10歳の天才タコDJを迎え入れ再結成した。
合食禁
Squid Squadを脱退したベース・IKKANと新進気鋭のトラックメイカー・WARABIが意気投合して結成されたユニット。
OCTOTOOL
ヒーローモードのBGM担当。タコの世界で勤勉さを規則的なビートで体現する、素性不明のユニット。
ω-3
サーモンランの音楽を担当するシャケのスリーピースバンド。チェロ・ティンパニ・DJの異色の構成。
DJ Real Sole
音楽のイメージを壊さないため、自身は表に出ないミステリアスなアーティスト。日常に添える音楽をモットーとする。
Dedf1sh
「オクト・エキスパンション」のBGM担当。将来を有望視されていたDJだったが、理想の音楽を求めて地下に足を踏み入れ「消毒」された。ある場所では彼女による初代のテーマ曲のアレンジを聴くことができる。本名は「ミズタ アハト」で、「3」では「サイド・オーダー」で8号に協力する。

#### スプラトゥーン3
C-Side
バンカラ地方を代表するスリーピースバンド。「3」のサウンドの中心的な存在で、メインテーマ「Clickbait」を担当。3人とも音楽教育と無縁の境遇にありながら、感性と野心でのしあがった。少ない音数で疾走感のある、やんちゃで夏らしい音楽性を彷彿とさせつつも、重みと明るさを際立たせた音楽なりの「バンカラ感」をかもしだそうとしている。他アーティストの楽曲を挑発の意味合いも込めて無許可のままカバーしたりする等、行儀があまり良くない。
YOKO HORNS & FRIENDS（英: Yoko & the Gold Bazookas）
2023夏 Sizzle Seasonから登場した7人編成のグループ。前作のBGMを担当したガールズバンド「カレントリップ」のヨーコ（英: Yoko）らが、腕試しに飛び込んだバンカラ街のセッションでウマが合ったプレイヤーたちと急遽結成した。
H2Whoa（エイチツーウォー）
2023秋 Drizzle Seasonから登場したアーティスト。ハイカラ地方出身で結成間もないが、バンカラ街のあるラジオ局が彼らの曲をヘビーローテーションしたことで注目を集めた。ラウドロックを好むバンカラの若者たちも興味津々のようだ。
O.C.K（オーシケ）
2024春 Fresh Seasonから登場したアーティスト。

## 沿革
| 2015 | スプラトゥーン            |
| 2016 |                           |
| 2017 | スプラトゥーン2           |
| 2018 | オクト・エキスパンション  |
| 2019 |                           |
| 2020 |                           |
| 2021 |                           |
| 2022 | スプラトゥーン3           |
| 2023 | ハイカラシティ            |
| 2024 | サイド・オーダー          |
| 2025 | スプラトゥーン レイダース |

ここではスプラトゥーン甲子園をはじめとする国内外の公式大会などの現実世界での催しをまとめた。なお「スプラトゥーン」の歩みも参照。

### 2014年
- 6月10日 E32014に『スプラトゥーン』が出展、本作が初めて披露された[155]。

### 2015年
- 1月31日,2月1日 闘会議2015にて本作がプレイアブル出展された他、「リアルスプラトゥーン」という行われた4対4に分かれて本物の水鉄砲でインクを塗った面積を競うイベントも行われた[156]。
- 5月8日,9日,28日 スプラトゥーン完成披露試射会が行われた。
- 5月28日 『スプラトゥーン』が発売、同日ガール・ボーイ・イカのamiiboが発売された[157]。
- 9月13日 「スプラトゥーン甲子園2016」が開幕、九州地区大会が開催された[158]。
- 10月21日 オリジナルサウンドトラック『-スプラチューン-』が発売された[159]。
- 11月17-24日 スプラトゥーンと佐賀県のコラボイベント「Sagakeen」が東京タワーで開催、限定のグッズなどが販売された。12月1日から翌年1月31日には佐賀県唐津市呼子町呼子朝市通りで開催した[160][53]。

### 2016年
- 1月23日 次世代ワールドホビーフェア '16 Winterにて「スプラトゥーン最強小学生軍団決定トーナメント」が開催、小学生4人で参加可能な大会[注 3]でルールはナワバリバトル。東京・名古屋・大阪・福岡で開催され、各地区の代表チームは最後の福岡大会に集結し全国決勝大会が行われた[161]。
- 1月30,31日 闘会議2016にて「シオカライブ2016」が開催、モニターに投影されたシオカラーズの踊りと生演奏のBGMによるライブがおこなわれた[162]。振り付けとサウンドはライブ用のアレンジを施したものである[163]。同日「みんなのイカ自由研究」が行われ、ゲーム内に登場するブキのレプリカやイラストなどが展示された[164]。
  - 31日 「スプラトゥーン甲子園」全国決勝大会が開催、優勝はいかたまkids[165]。
- 4月29,30日 ニコニコ超会議2016にて「スプラトゥーン ガチ盆まつり」が開催、当日参加者が4対4に分かれてガチマッチで対戦する「ガチ盆マッチ」と参加者全員で「元祖正調塩辛節」の音楽に合わせて踊る「ガチ盆踊り」が行われた。また1日目にはシオカライブがライブ中継された[166]。
- 6月24日-7月24日 本作とタワーレコードがコラボした「2016 SUMMER SALE」が開催、様々なコラボグッズが発売された[167]。
- 7月7日 アオリ・ホタルのamiiboが発売された[168]。
- 7月8日 パリで行われたJapan Expoにて「シオカライブinフランス」が開催された[169]。
- 7月13日 シオカラーズのライブアルバム『SPLATOON LIVE IN MAKUHARI -シオカライブ-』が発売された[170]。
- 7月22-24日 第16回ラストフェスが開催、お題は「シオカラーズ国民投票！アオリ vs ホタル」でホタルの勝利[171]。
- 9月25日「第2回スプラトゥーン甲子園」が開幕、東海地区大会が開催された[172]。
- 10月20日 Nintendo Switchの初公開映像のなかでスプラトゥーンの映像が登場、続編が示唆された[173]。

### 2017年
- 1月13日 「Nintendo Switch プレゼンテーション 2017」にて『スプラトゥーン2』の発売が発表された[174]。
- 2月11-12日 「第2回スプラトゥーン甲子園」全国決勝大会が開催、優勝チームはダイナめう[175]。
- 8月28日 スプラトゥーン2 先行試射会が行われた。
- 3月 欧州大会「ESL Go4Splatoonトーナメント」が開催、優勝チームはRising Moon[155]。
- 4月 北米大会「Splatoon U.S. Inkling Open」が開催、優勝チームはDeadBeat[155]。
- 4月 豪州大会「2017 AUNZ Splatoon Cup」が開催、優勝チームはBlue Ringed Octolings[155]。
- 6月14日 世界大会「Splatoon 2 World Inkling Invitational」が開催、優勝チームは北米代表のDeadBeat[176]。
- 7月15日 スプラトゥーン2 前夜祭が行われた。
- 7月15日-8月31日 京都水族館のコラボイベント「Suizokukaan〜イカす夏休み〜」が開催された[177]。
- 7月21日 『スプラトゥーン2』が発売。同日「Nintendo Switch スプラトゥーン2 セット」、「Nintendo Switch Proコントローラー スプラトゥーン2 エディション」、ガール（ネオンピンク）・ボーイ（ネオングリーン）・イカ（ネオンパープル）のamiiboが発売した[178][179]。
- 9月24日 「第3回スプラトゥーン甲子園」が開幕、ニコニコ町会議にて東海地区大会が開催された[180]。
- 11月29日 スプラトゥーン2のオリジナルサウンドトラック『-Splatune2-』が発売された[181]。

### 2018年
- 2月10,11日 闘会議2018にて「ハイカライブ」が開催、「シオカラーズ」と「テンタクルズ」が共演を果たす[182]。
  - 11日 「第3回スプラトゥーン甲子園」全国決勝大会が開催、優勝チームはGG BoyZ[183][182]。
- 3月31日 欧州大会「SPLATOON EULOPEAN CHAMPIONSHIP」が開催、優勝チームはBackSquids[184][185]。
- 4月21日 北米大会「Splatoon 2 U.S./Canada Inkling Open 2018」が開催、優勝チームはSetToDestroyX[186]。
- 4月21日 豪州大会「2018 AUNZ Splatoon 2 Cup」が開催、優勝チームはYeah Nah[165]。
- 6月11,12日 世界大会「Splatoon2 World Championship 2018」が開催、優勝チームは日本代表のGGBoyZ[165]。
- 6月14日 有料追加コンテンツ『オクト・エキスパンション』が発売した[187]。
- 7月13日-8月5日 シリーズの歴史を振り返る展覧会「Splatoon展 at TOWER RECORDS」がタワーレコード渋谷店にて開催された[188][189]。
- 7月13日 ヒメとイイダのamiiboが発売された[175]。
- 7月18日 スプラトゥーン2のオリジナルサウンドトラック『-Octotune-』が発売された[190]。
- 7月28,29日 「第4回スプラトゥーン甲子園」が開幕、東海地区大会が開催された[191][192]。
- 11月9日 タコガール、タコボーイ、タコのamiiboが発売した[187]。

### 2019年
- 1月26日 闘会議2019にて「テンタライブ」が開催、「テンタクルズ」の単独公演となった[193]。
  - 27日 「第4回スプラトゥーン甲子園」全国決勝大会が開催、優勝チームはGG BoyZ[194]。
- 3月 北米大会「Splatoon 2 North America Inkling Open 2019」が開催、優勝チームはFTWin[195]。
- 3月9,10日 欧州大会「Splatoon2 European Championship 2018-2019」が開催、優勝チームはAllance Rogue[195]。
- 3月 豪州大会「Splatoon2 Australasian Open 2019」が開催、優勝チームはLime Soda[195]。
- 5月18,19日 日本野球機構が主催する「NPB eスポーツシリーズ スプラトゥーン2」の本大会が東京ビッグサイトで開催[196]、横浜DeNAベイスターズが日本一となった[197]。
- 6月9日 世界大会「Splatoon2 World Championship 2019」が開催、優勝チームは日本代表のGGBoyZ[198]。
  - 7月18-21日 ファイナルフェス「SPLATOCALYPSE」が開催、お題は「どっちの世界を望む？混沌vs秩序」で混沌の勝利[199]。
- 7月24日 「テンタクルズ」のライブアルバム『SPLATOON2 LIVE IN MAKUHARI -テンタライブ-』が発売した[200]。
- 10月13,14日 Nintendo Live2019にて「ハイカライブ KYOTO MIX」が開催された[201]。
  - 同日「第5回スプラトゥーン甲子園」が開幕、近畿地区大会が開催された[202]。

### 2020年
- 8月15,16日 「第5回スプラトゥーン甲子園」全国決勝大会が開催、優勝チームはAnother[203]。

### 2021年
- 2月18日 Nintendo Directにて『スプラトゥーン3』が発表された[204]。

### 2022年
- 4月22日 『スプラトゥーン3』の発売が9月9日に決定する[205]。
- 8月6日 「スプラトゥーン2 オンラインチャレンジ」が開催、上位4チームは「スプラトゥーン3 スタートダッシュ杯 一般チーム部門」にシード枠として招待された[206]。
- 8月28日 スプラトゥーン3 前夜祭が行われた。
- 9月5日 北米大会「Splatoon 3 Enter the Splatlands Invitational 2022」が開催、優勝チームはstarburst[207]。
- 9月9日 『スプラトゥーン3』が発売される[208]。
- 10月8,9日 Nintendo live2022にて「バンカライブ2022」が開催、モニターに投影されたすりみ連合の踊りと生演奏のBGMによるライブ。曲目は「Clickbait」「Sea Me Now」「蛮殻ミックスモダン」「衝天プチョフィンザ」「疾風怒濤カチコンドル」「シオカラ節 Three Mix」[209][210]。
  - 同日「スプラトゥーン3 スタートダッシュ杯」が開催、一般チーム部門の優勝はIKAZIST_ING[211]、小学生チーム部門の優勝は嘆きのセンパンズ[212]。
- 11月11日 インクリング（イエロー）、オクトリング（ブルー）、コジャケのamiiboが発売する[213][214]。

### 2023年
- 2月28日 有料追加コンテンツ『スプラトゥーン3 エキスパンション・パス』第1弾、「ハイカラシティ」が配信される[215]。
- 3月24日 ユニクロのブランド「UT」シリーズから本作をデザインした「スプラトゥーン3 UT」が発売、それを記念して『チーム錦織 vs チーム国枝 UT SPECIAL MATCH』が開催された。ユニクログローバルブランドアンバサダーの錦織圭選手と国枝慎吾選手が一般参加者とチームとなり、一緒にTシャツを着て対決した[216]。
- 3月27日 北米大会「Splatoon3 North American Championship 2023」が開催、優勝チームはstarburst[217]。
- 4月26日 スプラトゥーン3のオリジナルサウンドトラック『-Splatune3-』が発売された[218]。
- 4月29,30日 「スプラトゥーン甲子園2023」が開幕、ニコニコ超会議2023にて関東地区大会が開催された[219]。
- 6月21日-7月17日 西日本鉄道とのコラボイベント『スプラトゥーン3 イカす天神ウォーク』が福岡県福岡市の天神エリアで開催された。天神エリア各所でのスタンプラリーや、本作の装飾を施したオリジナルバスの展示・運行などが実施された。オリジナルバスの運行は7月18日から8月31日まで[220]。
- 7月13日 - 10月1日 スプラトゥーン3×横浜・八景島シーパラダイス「イカしたヤツらの夏祭り」が開催された。ブキの形をした水鉄砲を使う射的イベントや、本作に登場するキャラクターやステージのモチーフになっている海の生物の展示、オリジナルのフードやドリンクの販売などが展開された[221][222][223]。
- 9月1-4日 Nintendo Live2023 SEATTLEにて北米大会「Splatoon 3 Championship 2023」が開催された[224]。
- 9月15-24日 『スプラトゥーン3 ゲソタウン × ゾゾタウン ポップアップイベント in シブヤ』が渋谷の「Hz」にて開催された。販売されるアパレルアイテムの展示のほか、ゲーム内に登場する「ブキ」や「ロッカー」などのディスプレイ、フォトスポットなどが展開された[225]。
- 10月7,8日 欧州大会「Splatoon 3 European Championship 2023」がドイツにて開催された[226]。
- 11月17日 フウカ・ウツホ・マンタローのamiiboが発売した[227]。

### 2024年
- 1月9日-5月12日 JR九州とのコラボイベント『カモン！キュウシュウ』が開催。1月27-29日にはイベント「キュウシュウラン」が博多駅・大分駅・長崎駅・鹿児島中央駅の駅前広場で開催された。その他、2月16日から5月中旬までラッピング列車「スプラトレイン」の運行などが行われる[228]。
- 2月22日 有料追加コンテンツ『スプラトゥーン3 エキスパンション・パス』第2弾、「サイド・オーダー」が配信される[215]。
- 3月30,31日 「スプラトゥーン甲子園2023」全国決勝大会が開催された[229]。
- 4月13,14日 世界大会「スプラトゥーン3 ワールドチャンピョンシップ 2024」が開催された[230]。
- 2024年9月13-16日 最大のフェス『グランドフェスティバル』が開催、お題は「大切なのは？過去vs現在vs未来」で過去の勝利。

### 2025年
- 6月10日 スプラトゥーンシリーズ初のスピンオフ作品となるNintendo Switch 2用ソフト『スプラトゥーン レイダース』が発表[231]。

## 大会

### 世界大会

#### Splatoon 2 World Inkling Invitational
2017年6月14日にE32017にて開催された『スプラトゥーン2』の世界大会。日本・米国・欧州・オーストラリア＆ニュージーランドの世界4地域の代表が戦う。この大会には発売前の『スプラトゥーン2』が使われた。米国代表のDeadBeatが優勝を果たした。
| 地域 | 代表チーム            | 選出された大会              | 成績   |
| ---- | --------------------- | --------------------------- | ------ |
| 日本 | ダイナめう            | 第2回スプラトゥーン甲子園   | 準優勝 |
| 米国 | DeadBeat              | Splatoon U.S. Inkling Open  | 優勝   |
| 欧州 | Rising Moon           | ESL Go4Splatoonトーナメント |        |
| 豪州 | Blue Ringed Octolings | 2017 AUNZ Splatoon Cup      |        |

#### Splatoon2 World Championship 2018
2018年6月11・12日にE32018にて開催された『スプラトゥーン2』の世界大会で、世界4地域の代表が戦う。ルールは予選がナワバリバトルで決勝・準決勝がガチマッチ。1日目は予選と準決勝が行われ、勝ち上がったGG BoyZとBackSquidsが2日目の決勝戦で戦う。そして日本代表のGG BoyZが優勝を果たした。
| 地域 | 代表チーム    | 選出された大会                           | 成績   |
| ---- | ------------- | ---------------------------------------- | ------ |
| 日本 | GGBoyZ        | 第3回スプラトゥーン甲子園                | 優勝   |
| 北米 | SetToDestroyX | Splatoon 2 U.S./Canada Inkling Open 2018 |        |
| 欧州 | BackSquids    | SPLATOON EULOPEAN CHAMPIONSHIP           | 準優勝 |
| 豪州 | Yeah Nah      | 2018 AUNZ Splatoon 2 Cup                 |        |

#### Splatoon2 World Championship 2019
2019年6月9日にE32019に合わせて開催された『スプラトゥーン2』の世界大会で、世界4地域の代表が戦う。ナワバリバトルの予選で対戦相手が決まり、その後ガチマッチで準決勝・決勝が行われた。その結果、日本代表のGGBOYZが2連覇を果たした。
| 地域 | 代表チーム     | 選出された大会                             | 成績   |
| ---- | -------------- | ------------------------------------------ | ------ |
| 日本 | GGBOYZ         | 第4回スプラトゥーン甲子園                  | 優勝   |
| 北米 | FTWin          | Splatoon 2 North America Inkling Open 2019 | 準優勝 |
| 欧州 | Alliance Rogue | Splatoon2 European Championship 2018-2019  |        |
| 豪州 | Lime Soda      | Splatoon2 Australasian Open 2019           |        |

#### Splatoon3 World Championship 2024
2024年4月13・14日に開催された『スプラトゥーン3』の世界大会で、世界各地の代表が戦う。ナワバリバトルの予選で対戦相手が決まり、その後ナワバリバトルとガチマッチで準々決勝･準決勝・決勝が行われた。その結果、北米代表のJackpotが優勝を果たした。
しかし、Jackpotの一部メンバーがSNS上において、差別的な発言を行っていたことが判明したとして、任天堂は2024年7月24日付で同チームの優勝を取り消したことを発表した。
| 地域                            | 代表チーム                | 選出された大会                        | 成績             |
| ------------------------------- | ------------------------- | ------------------------------------- | ---------------- |
| 日本                            | Phantom thief（心の怪盗） | スプラトゥーン甲子園2023              | 準決勝           |
| 北米                            | Jackpot                   | Splatoon 3 Championship 2023          | 優勝（取り消し） |
| 欧州                            | KaiZer                    | Splatoon 3 European Championship 2023 |                  |
| オーストラリア/ニュージーランド | Greasy Goblins            | Splatoon 3: AU/NZ Championship 2023   |                  |
| 韓国                            | Unadon                    | Splatoon 3 Korean Championship 2023   |                  |
| 台湾                            | Smart Roast Chickens      | 斯普拉遁 3 選手權 決定賽              |                  |

### 国内大会

#### スプラトゥーン甲子園2016
2015年9月から2016年1月にかけて開催された『スプラトゥーン』の全国大会。日本全国8都市で「地区大会」が開催され、そこで優勝した10チームが1月31日に闘会議2016で開催された全国決勝大会で戦う。また対戦には移動式対戦ブース「イカス号」（いすゞ・フォワード）が用いられ、TVCMでも使用された。優勝チームは関東地区Aブロック代表の「いかたまkids」。
| 大会名称       | 開催日程          | 開催場所             | 予選優勝チーム         | 出典            |
| -------------- | ----------------- | -------------------- | ---------------------- | --------------- |
| 九州地区大会   | 2015年9月13日     | 中央ふ頭             | .Regen                 | [ 237 ]         |
| 北海道地区大会 | 2015年9月26日     | つどーむ             | 北のべる隊             | [ 238 ]         |
| 東海地区大会   | 2015年10月11日    | 久屋大通公園         | イカサ―のゴリラ        | [ 239 ]         |
| 近畿地区大会   | 2015年11月3日     | グランフロント大阪   | ゆめいろBWI            | [ 240 ]         |
| 東北地区大会   | 2015年11月5日     | イオンモール名取     | まいにちやきそば！     | [ 241 ]         |
| 中国地区大会   | 2015年11月22日    | イオンモール広場祇園 | Re:USe                 | [ 242 ]         |
| 四国地区大会   | 2015年12月13日    | イオンモール高松     | いっけねぇ～四国四国！ | [ 243 ]         |
| 関東地区大会A  | 2016年1月30・31日 | 幕張メッセ           | いかたまkids           | [ 244 ] [ 245 ] |
| 関東地区大会B  | 2016年1月30・31日 | 幕張メッセ           | イカタコビジネス       | [ 244 ] [ 245 ] |
| 関東地区大会C  | 2016年1月30・31日 | 幕張メッセ           | こしあん派             | [ 244 ] [ 245 ] |
| 全国決勝大会   | 2016年1月31日     | 幕張メッセ           | いかたまkids           | [ 165 ]         |

#### 第2回スプラトゥーン甲子園
2016年9月から2017年2月にかけて開催された『スプラトゥーン』の全国大会。全国8都市で開催された「地区大会」と「ジャンプフェスタ選抜」で予選が行われ、そこで選出された15チームが2月12日に闘会議2017で開催された全国決勝大会で戦う。優勝チームはジャンプフェスタ選抜DAY1代表のダイナもん。
| 大会名称                 | 開催日程                        | 開催場所                    | 代表チーム                 | 出典            |
| ------------------------ | ------------------------------- | --------------------------- | -------------------------- | --------------- |
| 東海地区大会（優勝）     | 2016年9月25日                   | イオンモール常滑            | H2O                        | [ 247 ]         |
| 東海地区大会（準優勝）   | 2016年9月25日                   | イオンモール常滑            | あの位置からのばしゃばしゃ | [ 247 ]         |
| 北海道地区大会           | 2016年10月16日                  | イオンモール札幌平岡        | ばぼにゃんず†              | [ 248 ]         |
| 東北地区大会             | 2016年10月22日                  | イオンモール盛岡            | Gift                       | [ 249 ]         |
| 近畿地区大会（優勝）     | 2016年11月5日                   | イオンモールりんくう泉南    | スピコラお手上げ侍         | [ 250 ]         |
| 近畿地区大会（準優勝）   | 2016年11月5日                   | イオンモールりんくう泉南    | †しっこく†                 | [ 250 ]         |
| 四国地区大会             | 2016年11月20日                  | イオンモール高松            | ネオンモンスター           | [ 251 ]         |
| 中国地区大会             | 2016年11月23日                  | イオンモール広島祇園        | 米林花山                   | [ 251 ]         |
| 九州地区大会（優勝）     | 2016年12月3日                   | イオンモール大牟田          | そんなもんくーちゃん♪      | [ 252 ]         |
| 九州地区大会（準優勝）   | 2016年12月3日                   | イオンモール大牟田          | SpLife                     | [ 252 ]         |
| ジャンプフェスタ選抜DAY1 | 2016年12月17・18日              | 幕張メッセ                  | ダイナめう                 | [ 253 ]         |
| ジャンプフェスタ選抜DAY2 | 2016年12月17・18日              | 幕張メッセ                  | にんてん党                 | [ 253 ]         |
| 関東地区大会Aブロック    | 2017年1月21,22日 17年2月11,12日 | 池袋ニコニコ本社 幕張メッセ | はなたばシューターコラボ   | [ 254 ] [ 175 ] |
| 関東地区大会Bブロック    | 2017年1月21,22日 17年2月11,12日 | 池袋ニコニコ本社 幕張メッセ | 焼肉大好き                 | [ 254 ] [ 175 ] |
| 関東地区大会Cブロック    | 2017年1月21,22日 17年2月11,12日 | 池袋ニコニコ本社 幕張メッセ | 卍関東kids卍               | [ 254 ] [ 175 ] |
| 全国決勝大会             | 2017年2月12日                   | 幕張メッセ                  | ダイナめう                 | [ 254 ] [ 175 ] |

#### 第3回スプラトゥーン甲子園
2017年9月から2018年2月にかけて開催された『スプラトゥーン2』の大会。全国8都市で行われた「地区大会」と「ジャンプフェスタ選抜大会」「オンライン大会」で選出された計16チームが、2月11日に闘会議2018で開催された全国決勝大会で戦う。そしてそれを勝ち抜いたGG BoyZが全国優勝を果たした。ルールはナワバリバトルで、ステージは初期の8ステージからランダムに選ばれる。
| 大会名称                   | 開催日程                         | 開催場所                    | 予選優勝チーム           | 出典           |
| -------------------------- | -------------------------------- | --------------------------- | ------------------------ | -------------- |
| 東海地区大会（イカス号）   | 2017年9月24日                    | 久屋大通公園                | 理論上                   | [ 255 ]        |
| 東海地区大会（イカス屋台） | 2017年9月24日                    | 久屋大通公園                | イノセンス               | [ 255 ]        |
| 東北地区大会               | 2017年10月15日                   | イオンモール盛岡            | 東北特許許可局許可局長   | [ 219 ]        |
| 北海道地区大会             | 2017年10月29日                   | 札幌駅南口イベント広場      | ばぼにゃんず†            | [ 211 ]        |
| 近畿地区大会（イカス号）   | 2017年11月4日                    | グランフロント大阪          | 万事屋                   | [ 212 ]        |
| 近畿地区大会（イカス屋台） | 2017年11月4日                    | グランフロント大阪          | フレンズ                 | [ 212 ]        |
| 中国地区大会               | 2017年11月23日                   | イオンモール広島祇園        | 爆熱ヌロワンヌの一族     | [ 160 ]        |
| 四国地区大会               | 2017年11月26日                   | イオンモール高松            | A.S.Kids!                | [ 160 ]        |
| 九州地区大会（イカス号）   | 2017年12月3日                    | マリノアシティ福岡          | 帰ってきたSPC            | [ 218 ]        |
| 九州地区大会（イカス屋台） | 2017年12月3日                    | マリノアシティ福岡          | ガリガリーズ             | [ 218 ]        |
| ジャンプフェスタ選抜DAY1   | 2017年12月16・17日               | 幕張メッセ                  | キャンピング時代キタコレ | [ 53 ]         |
| ジャンプフェスタ選抜DAY2   | 2017年12月16・17日               | 幕張メッセ                  | さくら♪イカ祭り          | [ 53 ]         |
| オンライン大会             | 2018年1月20日                    |                             | GG BoyZ                  | [ 256 ]        |
| 関東地区大会Aブロック      | 2017年12月23・24日 2018年2月10日 | 池袋ニコニコ本社 幕張メッセ | チョコミント             | [ 53 ] [ 182 ] |
| 関東地区大会Bブロック      | 2017年12月23・24日 2018年2月10日 | 池袋ニコニコ本社 幕張メッセ | DetonatioN Gaming        | [ 53 ] [ 182 ] |
| 関東地区大会Cブロック      | 2017年12月23・24日 2018年2月10日 | 池袋ニコニコ本社 幕張メッセ | soityuber-               | [ 53 ] [ 182 ] |
| 全国決勝大会               | 2018年2月11日                    | 幕張メッセ                  | GG BoyZ                  | [ 183 ]        |

#### 第4回スプラトゥーン甲子園
2018年7月から2019年1月にかけて開催された『スプラトゥーン2』の大会。全国12都市で実施された「地区大会」と「オンライン大会」で選出された16チームが、1月27日に闘会議2019で開催された全国決勝大会で戦う。そしてそれを勝ち抜いたGG BoyZが2連覇を果たした。ルールはナワバリバトルで、ステージはアンケートで決まった8ステージからランダムで決定される。
| 大会名称         | 開催日程                    | 実施会場                                | 予選優勝チーム               | 備考                                  | 出典    |
| ---------------- | --------------------------- | --------------------------------------- | ---------------------------- | ------------------------------------- | ------- |
| 東海地区大会DAY1 | 2018年7月28・29日           | テレピアホール                          | ボールド半端ないって         |                                       | [ 192 ] |
| 東海地区大会DAY2 | 2018年7月28・29日           | テレピアホール                          | 私を闘会議に連れてってネオ   |                                       | [ 192 ] |
| 四国地区大会     | 2018年8月5日                | 香川県教育会館                          | Sengoku Gaming               |                                       | [ 257 ] |
| 北関東地区大会   | 2018年8月12日               | 小山市立文化センター                    | ふれんずおんおんふぁいたぁず |                                       | [ 258 ] |
| 東北地区大会     | 2018年8月19日               | 仙台ギグス                              | Glory                        |                                       | [ 259 ] |
| 信越地区大会     | 2018年8月25日               | NIIGATA LOTS                            | えふわんけーき               |                                       | [ 260 ] |
| 中国地区大会     | 2018年9月8日                | NTTクレドホール                         | -戦華裂光-                   |                                       | [ 261 ] |
| 北海道地区大会   | 2018年12月9日               | サッポロファクトリーホール              | 四神乱舞                     | 北海道胆振東部地震により延期          | [ 262 ] |
| 九州地区大会     | 2018年9月24日               | アクロス福岡                            | Splush!!                     |                                       | [ 263 ] |
| 北陸地区大会     | 2018年9月30日 2018年12月1日 | 本多の森ホール 金沢駅東おもてなしドーム | Anty Pop                     | 台風24号の影響で2回戦の後半以降が順延 | [ 264 ] |
| 沖縄地区大会     | 2018年10月14日              | イオンモール沖縄ライカム                | HKKM                         |                                       | [ 265 ] |
| 関東地区大会DAY1 | 2018年11月3・4日            | 幕張メッセ                              | ヘラリスト                   |                                       | [ 266 ] |
| 関東地区大会DAY2 | 2018年11月3・4日            | 幕張メッセ                              | GG BoyZ                      |                                       | [ 266 ] |
| 近畿地区大会DAY1 | 2018年11月23・24日          | 京都国際会館                            | シャボンバース               |                                       | [ 267 ] |
| 近畿地区大会DAY2 | 2018年11月23・24日          | 京都国際会館                            | ぽぽじろう学園高等部3年A組   |                                       | [ 267 ] |
| オンライン大会   | 2019年1月13日               |                                         | Libalent Calamari            | 12月22・23日に予選リーグマッチが開催  | [ 268 ] |
| 全国決勝大会     | 2019年1月27日               | 幕張メッセ                              | GG BoyZ                      |                                       | [ 269 ] |

#### NPB eスポーツシリーズ スプラトゥーン2
2019年5月18・19日に東京ビッグサイトTFTホールで開催された日本野球機構主催の『スプラトゥーン2』の大会。選ばれた12のチームが、プロ野球12球団それぞれを代表してナワバリバトルで戦う。
「第4回スプラトゥーン甲子園」に出場したチームがエントリーでき、選考を経て3月3日に行われたドラフト会議で12チームが決まる。そして3月23,24日のキャンプ、4月14日のオープン戦の後、5月18,19日に本大会が開催した。1日目はセ・リーグとパ・リーグに分かれたリーグ戦が、2日目にはリーグ代表決定戦を経てe日本シリーズが行われ、横浜DeNAベイスターズが日本一となった。その後「NPB eスポーツシリーズ スプラトゥーン2 2020」の開催が予定されたが、新型コロナウイルスの影響で開催中止となった。
|    | 12球団                       | 所属チーム                                   | 大会成績            |
| -- | ---------------------------- | -------------------------------------------- | ------------------- |
| セ | 広島東洋カープ               | やのっち監修【メロンの海苔塩風味Mild仕立て】 | セ・リーグ2位       |
| セ | 東京ヤクルトスワローズ       | ウルトラリベンジャーズ                       | セ・リーグ4位       |
| セ | 読売ジャイアンツ             | SpRush!!                                     | セ・リーグ3位       |
| セ | 横浜DeNAベイスターズ         | ハイパービーム                               | セ・リーグ1位、優勝 |
| セ | 中日ドラゴンズ               | 私を闘会議に連れてってネオ                   | セ・リーグ5位       |
| セ | 阪神タイガース               | ぽぽじろう学園高等部3年A組                   | セ・リーグ6位       |
| パ | 埼玉西武ライオンズ           | Cool&Cool                                    | パ・リーグ3位       |
| パ | 福岡ソフトバンクホークス     | GGBOYZ                                       | パ・リーグ2位、代表 |
| パ | 北海道日本ハムファイターズ   | ばぼにゃんず†                                | パ・リーグ4位       |
| パ | オリックス・バファローズ     | Libalent Calamari                            | パ・リーグ1位       |
| パ | 千葉ロッテマリーンズ         | 5年☆組〜あしんとらず学級〜                   | パ・リーグ6位       |
| パ | 東北楽天ゴールデンイーグルス | -閃華裂光-                                   | パ・リーグ5位       |

#### 第5回スプラトゥーン甲子園
2019年10月から2020年8月にかけて開催された『スプラトゥーン2』の大会。全国5都市での「地区大会」と冬・春の「オンライン大会」が予定されていたが、新型コロナウイルスの影響で2020年3月20日・21日に行われる予定だった東海地区大会は中止、延期されていた全国決勝大会は8月15・16日に開催された。決勝では10チームが戦い、それを勝ち抜いたAnotherが優勝を果たす。
ルールはナワバリバトルで、ステージはアンケートで決まった8ステージからランダムで決定される。また会場では「イカス文化祭」が同時開催され、様々な催しが行われた。
| 大会名称           | 開催日時            | 会場             | 予選優勝チーム       | 備考                            | 出典    |
| ------------------ | ------------------- | ---------------- | -------------------- | ------------------------------- | ------- |
| 近畿地区大会DAY1   | 2019年10月13・14日  | 京都国際会館     | 月下雷鳴             |                                 | [ 202 ] |
| 近畿地区大会DAY2   | 2019年10月13・14日  | 京都国際会館     | DetonatioN Gaming    |                                 | [ 202 ] |
| 九州地区大会DAY1   | 2019年11月2・3日    | 西日本総合展示場 | エビチリソース       |                                 | [ 274 ] |
| 九州地区大会DAY2   | 2019年11月2・3日    | 西日本総合展示場 | 〆る者               |                                 | [ 274 ] |
| 北海道地区大会DAY1 | 2019年12月21・22日  | アクセスサッポロ | 四神乱舞             |                                 | [ 275 ] |
| 北海道地区大会DAY2 | 2019年12月21・22日  | アクセスサッポロ | Crown Hunt           |                                 | [ 275 ] |
| オンライン大会・冬 | 2020年2月2日        |                  | たぴおかよもぎあいす | 予選リーグマッチが1月19日に開催 | [ 276 ] |
| 関東地区大会DAY1   | 2020年2月8・9日     | 大田区総合体育館 | GG BoyZ              |                                 | [ 277 ] |
| 関東地区大会DAY2   | 2020年2月8・9日     | 大田区総合体育館 | どんぐりーず         |                                 | [ 277 ] |
| オンライン大会・春 | 2020年8月2日        |                  | Another              | 予選リーグマッチは3月28日に開催 | [ 276 ] |
| 全国決勝大会       | 2020年8月15日・16日 |                  | Another              | 新型コロナウイルスの影響で延期  | [ 203 ] |

#### スプラトゥーン3 スタートダッシュ杯
2022年10月8・9日に東京ビッグサイトで実施された「Nintendo Live 2022」にて開催された『スプラトゥーン3』の大会。年齢制限なしの「一般チーム部門」と小学生以下限定の「小学生チーム部門」の2部門で開催された。ルールはナワバリバトルで、最大52チームが参加しトーナメント形式で行われた。また「一般チーム部門」には、8月6日に開催された「スプラトゥーン2 オンラインチャレンジ」の上位4チームがシード枠として招待された。
| 開催部門         | 開催日時      | 優勝チーム       | 出典    |
| ---------------- | ------------- | ---------------- | ------- |
| 小学生チーム部門 | 2022年10月8日 | 嘆きのセンパンズ | [ 212 ] |
| 一般チーム部門   | 2022年10月9日 | IKAZIST_ING      | [ 211 ] |

#### スプラトゥーン甲子園2023
『スプラトゥーン3』初の公式全国大会であり、年齢制限なしの「一般チーム部門」と小学生以下限定の「小学生チーム部門」の2部門で開催された。全5都市で開催された「地区大会」と秋・冬の2回行われた「オンライン大会」で予選が行われ計22チームが選出、脅迫行為を受け12月16,17日に予定されていた「全国決勝大会」は延期となるも、2024年3月30,31日に開催されることが決まった。
ルールは「ナワバリバトル」で、ステージは全大会で共通の5ステージと各大会ごとに異なる2ステージの計7ステージからランダムに選ばれる。またオンライン大会は「予選イベントマッチ」と「代表決定トーナメント」の2回に分けて開催、「予選イベントマッチ」でイベントパワーが高かった上位8チームが「代表決定トーナメント」に進出し、その8チームが全国決勝大会への出場をかけて戦う。
| 大会名称           | 開催日時          | 会場               | 優勝チーム（一般） | 優勝チーム（小学生） | 出典    |
| ------------------ | ----------------- | ------------------ | ------------------ | -------------------- | ------- |
| 関東地区大会DAY1   | 2023年4月29・30日 | 幕張メッセ         | 心の怪盗           | RESP-ects            | [ 187 ] |
| 関東地区大会DAY2   | 2023年4月29・30日 | 幕張メッセ         | PlotTwist          | squid                | [ 187 ] |
| 北海道地区大会DAY1 | 2023年6月17・18日 | アクセスサッポロ   | さくらっしゅ       | すぷらぶ             | [ 195 ] |
| 北海道地区大会DAY2 | 2023年6月17・18日 | アクセスサッポロ   | 箸パスタ本舗       | 千歳市塗装俱楽部     | [ 195 ] |
| 東海地区大会DAY1   | 2023年7月22・23日 | ポートメッセなごや | silence            | たこなしたこ焼き     | [ 276 ] |
| 東海地区大会DAY2   | 2023年7月22・23日 | ポートメッセなごや | BangColorBabyZ     | ダイナミック前線     | [ 276 ] |
| 近畿地区大会DAY1   | 2023年8月26・27日 | インテックス大阪   | TearRain           | めろん               | [ 232 ] |
| 近畿地区大会DAY2   | 2023年8月26・27日 | インテックス大阪   | ぷくぷく潜水       | おすし4人前          | [ 232 ] |
| オンライン大会 秋  | 2023年9月30日     |                    | 趣味は散歩です。   |                      | [ 282 ] |
| 九州地区大会DAY1   | 2023年10月7・8日  | マリンメッセ福岡   | Sepia              | コジャケ学園         | [ 255 ] |
| 九州地区大会DAY2   | 2023年10月7・8日  | マリンメッセ福岡   | 紫電               | SUN-GO-SNOW          | [ 255 ] |
| オンライン大会 冬  | 2023年11月26日    |                    | もろずみ覚醒軍     |                      | [ 283 ] |
| 全国決勝大会       | 2024年3月30・31日 |                    | 心の怪盗           | RESP-ects            |         |

#### 東西対抗 真夏のオンライン大会
『スプラトゥーン3』の大会。
| 開催部門         | 開催日時      | 優勝チーム | 出典 |
| ---------------- | ------------- | ---------- | ---- |
| 東日本代表決定戦 | 2024年6月29日 | Gloria     |      |
| 西日本代表決定戦 | 2024年8月4日  | Red carpet |      |

#### ガチキング決定戦
『スプラトゥーン3』の大会。
| 開催部門           | 開催日時       | 優勝チーム       | 出典 |
| ------------------ | -------------- | ---------------- | ---- |
| ガチヤグラ部門     | 2024年10月20日 | こつメテオ       |      |
| ガチアサリ部門     | 2024年11月9日  | Breakers         |      |
| ガチホコバトル部門 | 2024年11月30日 | EGOIST           |      |
| ガチエリア部門     | 2024年12月7日  | ガオガオドラゴン |      |
| グランドファイナル | 2024年12月21日 | EGOIST           |      |

## コラボレーション
- 侵略!イカ娘 - 題材がともに「イカ」という繋がりで、2015年5月28日発売の『週刊少年チャンピオン』と『週刊ファミ通』にコラボイラストが掲載された。また、2015年8月6日に実施されたアップデートで、同作とコラボしたギアが追加された[284]。
- GIRLS MODE 3 キラキラ☆コーデ - 同作にコラボアイテム7点（パーカ、キャップ、Tシャツなど）が配信されている[285][286]。
- マリオカート8 デラックス - ガール、ボーイが参戦。マシンパーツとしてスプラバギーが、バトルコースとしてデカライン高架下が登場する。
- 大乱闘スマッシュブラザーズ for Nintendo 3DS / Wii U - Miiファイターのコスチューム「スプラトゥーンのぼうし＋スプラトゥーンのふく」「イカのぼうし」が有料追加コンテンツとして配信されている[287]。
- 大乱闘スマッシュブラザーズ SPECIAL - インクリングが参戦。シオカラーズがアシストフィギュアとして登場。
- とびだせ どうぶつの森 - スプラトゥーンをモチーフにした部屋「イカ研究所」を公開している[288]。
- トランスフォーマー - アメリカにおける第4回フェスのお題[289]。

## 音楽

### オリジナルサウンドトラック

#### -スプラチューン-
スプラトゥーンのオリジナルサウンドトラック。
楽曲だけでなく掛け声や効果音も収録し、加えてE3 2014バージョンの「Splattack!」や「シオカラ節」の原曲も収録される。ブックレットには開発スタッフのコメントやシオカラーズの楽曲の歌詞を掲載。
演奏
- 峰岸透：作曲（Disc 1 #1–12.15–22.25, Disc 2 #5–12.14–18.36）
- 藤井志帆：作曲（Disc 1 #13.14.23.24, Disc 2 #1–4.13.19.20.35）
- 辻勇旗：Sound Effects（Disc 1 #20, Disc 2 #21–34）
- 安田拓朗：Sound Effects（Disc 1 #18.23）
- 竹内浩明：Vocal（Disc 1 #3–6.8）
- keity.pop：Vocal, Voice on アオリ（Disc 2 #1.3.4.19.20.34）
- 菊間まり：Vocal, Voice on ホタル（Disc 2 #1.3.4.19.20.34）
- 西川進：Electric Guitar（Disc 1 #1–8）
- 芳賀義彦：Electric Guitar（Disc 1 #3.4.8）
- 高慶“CO-K”卓史：Electric Guitar（Disc 1 #13–16）
- TABOKUN：Electric Bass（Disc 1 #1–8）
- 恒岡章（Hi-STANDARD）：Drums（Disc 1 #1–8）
- かどしゅんたろう：Drums（Disc 1 #13.14）

#### -Splatune2-
2017年11月29日に発売された『スプラトゥーン2』のオリジナルサウンドトラック。SEを含む全82トラックが収録された2枚組。

#### -Octotune-
2018年7月18日に発売された『スプラトゥーン2 オクト・エキスパンション』のオリジナルサウンドトラック。

#### -Splatune3-
2023年4月26日に発売された『スプラトゥーン3』のオリジナルサウンドトラック。全147トラックが収録され、総収録時間は300時間以上の4枚組。

### ライブアルバム

#### SPLATOON LIVE IN MAKUHARI -シオカライブ-
シオカラーズのライブアルバム。
前述の闘会議2016やニコニコ超会議2016で開催された「シオカライブ」の音源や、シオカラーズの新曲「トキメキ☆ボムラッシュ」および「スミソアエの夜」の音源、シオカラーズのボイスなどが収録される。

#### SPLATOON2 LIVE IN MAKUHARI -テンタライブ-
2019年7月4日に発売されたテンタクルズのライブアルバム。闘会議2019で開催された「テンタライブ」の音源を中心に収録されている。

## 漫画

### Splatoon
『月刊コロコロコミック』2015年6月号・12月号に読み切りが掲載された後、『別冊コロコロコミック』2016年4月号より連載が開始された。その後、2017年6月号から『月刊コロコロコミック』に掲載誌を再度移動して連載されている。作者はひのでや参吉。
ハイカラシティを舞台に主人公のゴーグルくん率いるブルーチームたちがギャグ&バトル満載で繰り広げる。単行本3巻収録話からスプラトゥーン2に沿った内容も含まれ、ハイカラスクエアに舞台を移動している。

### スプラトゥーン ほのぼのイカ4コマ&プレイ漫画
Web漫画配信サイト『コミッククリア』で2016年1月8日から2017年3月10日まで連載。高橋きのによる『ほのぼのイカ4コマ』と、スプラトゥーンを実際にプレイしている作家（同人作家が多い）による『プレイ漫画』を交互に掲載した。フルカラー。なお、本連載以前より『ほのぼのイカ4コマ』は『週刊ファミ通』内のゲーム紹介記事にも掲載されていた。
単行本は2017年6月15日にKADOKAWAより発売（ISBN 978-4-04-734573-7）。
参加作家
- 高橋きの
- 三上空太
- さめあんこ
- アユタミシン
- マルイノ
- ちと
- カヅホ
- はしもとしん
- kirusu
- オトウフ
- なもり
- ダコワズ
- 7
- からあげ太郎
- イチゼン
- つくしさなり
- 今井哲也
- 形状
- ぷち
- 高野いつき
- 真西まり
- きんぎん
- そと
- 片倉アコ
- merryhachi
- 舞草ゆう
- クロユズ

### スプラトゥーン イカすキッズ4コマフェス
『別冊コロコロコミック』2017年4月号より連載。作者は後藤英貴。
単行本
1. 2017年12月27日発売、ISBN 978-4-09-142604-8
2. 2018年11月28日発売、ISBN 978-4-09-142810-3
3. 2019年5月28日発売、ISBN 978-4-09-143024-3
4. 2020年4月28日発売、ISBN 978-4-09-143175-2
5. 2020年6月26日発売、ISBN 978-4-09-143200-1
6. 2021年8月27日発売、ISBN 978-4-09-143314-5
7. 『バンカラ街到着編』2023年1月27日発売、ISBN 978-4-09-143572-9
8. 『新ステージでナワバリバトル編』2023年12月27日発売、ISBN 978-4-09-143673-3

## 開発経緯
開発は『どうぶつの森シリーズ』を制作している任天堂情報開発本部 第2グループで行われた。
Wii Uの立ち上げに関わったメンバーが集まり、「新しい構造の遊びのゲームを作ろう」ということでプロジェクトがスタート。70ものアイデアが出し合われ、その中から本作の元となるインクを撃ち合うゲームが選ばれた。インクを撃ちあうゲームは、プログラムを担当した佐藤慎太郎がモデルに影のテクスチャを貼り付ける技術を応用し、テクスチャを着色してインクにするという発想から生まれたものである。ファーストパーソン・シューティングゲーム（FPS）が好きな佐藤は、FPSで重要な敵と味方の戦う「前線」がインクを塗り合うことでわかりやすくなるという意図から、弾にインクを採用した。また、本作はあくまで「インクを塗る」という技術を応用した結果であり、「日本国外のFPSで多い銃・血・死のゲームへの対抗策」ではないと平林久和は分析している。
試作品の時点でキャラクターは豆腐（直方体）だったが、当初は縄張り意識が高いという性質からウサギをモチーフとしたキャラクターを使う予定で、
プレイヤーが大ジャンプをするスーパージャンプもウサギがキャラクターだったゆえに制作した機能である。また、開発初期の段階におけるプレイヤーキャラクターは白や黒を中心としたカラーリングだったため、カラフルなインクに満たされたステージにおいては見栄えが良いという利点もあった。だが、プロトタイプをプレイした社員の「面白いが、なぜウサギにした？」という疑問に対して明確な回答を出せなかったことに違和感を覚えた開発チームは、プレイヤーキャラクターの案を見直すことにした。多くのキャラクター案が出る中、開発チームは「インクの中を高速で移動する」行為を「インクの中を泳ぐ」行為に置き換えたところ、イカがふさわしいということに気づいた。また、「インクを撃つ」という行為はイカの「墨を吐く」習性に結び付けることができるため、結果的に「インクを吐くことが納得いくモチーフ」としてイカが採用された。
任天堂が過去に開発、販売した『スーパーマリオサンシャイン』には、ポンプを用いて水を放射するアクションがある。プロデューサーの野上恒は関連性を問われるが忘れていたと答え、加えて「ゼロから遊びの構造を考えて、それに適したデザインをしようとしていましたので、既存のキャラクターを借りてこようという考えはあまりなかったんです。」と答えた。
プレイヤーキャラクターが完成したことにより、本作の世界観やキャラクター群のコンセプトが定まった。例えば、戦闘中のBGMを「本作の世界の若者たちに人気のミュージシャンの代表曲」にしてはどうかというアイデアが出た場合、美術チームがバンドメンバーの設定やアルバムのジャケットをデザインしたほか、音楽チームも「本作の世界における様々なバンドの曲」というコンセプトで作曲するなど、開発チームの面々はアイデアを出し合った。

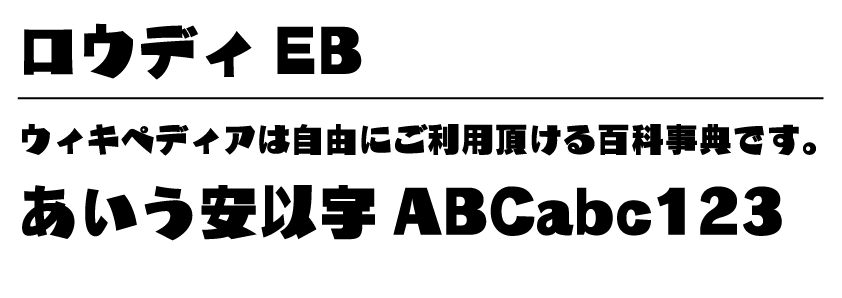
ロウディEB

ゲーム内で使用されるフォントは橘によって作られたもののほか、フォントワークスのフォント（ロウディ EB）やダイナコムウェアのDynaFontが使用されている。

### オンラインプレイ
オンラインプレイを主体とする本作は、プレイ人口の大きさが重要であるため、任天堂はプレイ人口を確保するため様々な挑戦をした。
試みの一つに、武器やステージといったコンテンツの定期リリースがあげられる。これは、最初から武器やステージをたくさん用意すると、遊ばれなくなるものが出てくるため、小出しにしてプレイヤーが定期的に新たな体験を得られるようにするためである。
もう一つの試みは、「フェス」という期間限定のイベントである。お題にそって2つのチームに分かれてナワバリバトルを「フェス」は、主に週末や休日に開かれていたことから、コミュニティの関心を定期的に盛り上げることに成功した。「フェス」のお題はSNS上でも話題になったことから、結果的にコミュニティ外での知名度の獲得につながった。